# Усадище (Новосокольницький район)
Усадище (рос. Усадище) — присілок в Новосокольницькому районі Псковської області Російської Федерації.
Населення становить 16 осіб. Входить до складу муніципального утворення Маєвська волость.

## Історія
Від 2015 року входить до складу муніципального утворення Маєвська волость.

## Населення
| 2001 | 2002 | 2010 |
| ---- | ---- | ---- |
| 25   | ↗35  | ↘16  |